# Хайль, милая, я дома!
«Хайль, милая, я дома!» (англ.: Heil Honey, I’m Home!) — британский ситком 1990 года, который был отменён после пилотной серии, вызвав резкую критику, хотя планировалось одиннадцать серий и было снято восемь.
Автор ситкома — Джефф Аткинсон, сценарист пилота — Пол Уэйн, режиссёр пилота — Джульет Мэй.

## Сюжет
В центре сюжета — Адольф Гитлер и Ева Браун, которые живут в 1938 году в доме Берлине по соседству с еврейской парой Арни и Розой Гольденштейн.
Ситком имитирует элементы американских ситкомов и обусловлен неспособностью Гитлера ладить со своими соседями. Гитлер и Браун имеют мало общего со своими историческими персонажами, действуя больше как муж и жена из комедийного сериала. Гитлер, например, появляется в свитере, часто пренебрежительно отзывается о своей тёще и время от времени насмешливо вскидывает руку.

### Пилотный эпизод
Ева Браун: «Адольф, наш счет за газ вырос на 30 % в этом месяце! Я думала, ты сказал, что обуздаешь свои безумные привычки!»
Оригинальный текст (англ.)"Adolf, our gas bill is up 30% this month! I thought you'd said you'd curb those crazy habits of yours!" 

Адольф Гитлер: «Когда я наконец вторгнусь в Польшу, кто узнает об этом первым? Поляки? Нет! Роза Гольдштейн!»
Оригинальный текст (англ.)"When I finally invade Poland, who'll be the first to know? The Poles? No! ROSA GOLDENSTEIN!"

Чемберлен: «Просто я чувствую, ну, ну, ну, ну, мы все чувствуем, что ты был довольно непослушным мальчиком. Вся эта чушь с Чехословакией, ну ты понимаешь, да?»
Адольф: «Ой, да ладно, Невилл. Это было просто весело».
Оригинальный текст (англ.)Chamberlain: «It’s just that I feel, well, well, well, well, we all feel that you have been rather a naughty boy. All this Czechoslovakia nonsense ay?»
Адольф Гитлер: «Oh, come on Neville. It was just having fun.»

Гитлер о прогулке с Чемберленом: «Я покажу ему город, мы выпьем несколько кружек пива, и он забудет о Чехословакии».
Оригинальный текст (англ.)«I’ll show him around the town, we’ll have a few beers, he’ll forget about Czechoslavakia.»
Сюжет первого эпизода сосредоточен на приезде в дом Гитлера премьер-министра Великобритании Чемберлена по поводу аннексии Чехословакии (отсылка к реальной встрече Чемберлена с фюрером на подписании Мюнхенского соглашения). Не желая, чтобы Гольденштейны вмешались в визит, Гитлер поручает Еве Браун отвлечь их, но Роза Гольдштейн планирует познакомить Чемберлена со своей скучной племянницей Рут, которой пора бы уж замуж. В надежде заставить Гольденштейнов уйти, Гитлер предлагает им выпить ликёра, но они не уходят и в итоге всё заканчивается пьяной вечеринкой с втягиванием Чеберлена в танцы «паровозиком» в гостиной, в то время как Гитлер стягивает у Чемберлена соглашение «Мир для нашего поколения» и прячет его в холодильнике.

### В ролях пилотного эпизода
- Нил МакКаул — Адольф Гитлер
- Деника Фэрман — Ева Браун
- Гарет Маркс — Арни Голденштейн
- Кэролайн Грубер — Роза Гольденштейн
- Патрик Каргилл — Чемберлен
- Лора Браттан — Рут

## Критика
Пилот вышел в эфир 30 сентября 1990 года в 21:30 в воскресной вечерней программе канала BSB Galaxy.
Реакция критики была разрушительной и привела к немедленному прекращению трансляции.
Ситком является одной из самых противоречивых программ, когда-либо показанных в Великобритании. «Би-би-си» позже назвала его «самым печально известным из всех британских ситкомов», в 2000 году «Channel 4» включил сериал под номером 61 в список «100 величайших телевизионных моментов из ада». Сериал достиг такого уровня позора, что его всё ещё — и спустя 30 лет — осудительно обсуждают в ретроспективных программах. Концепция сериала была характеризована как «безумный постмодернизм».
Хаим Пиннер, генеральный секретарь Совета британских евреев, охарактеризовал пилотную серию как «очень безвкусную», добавив, что:
«Мы против любой тривиализации Второй мировой войны, Гитлера или Холокоста, и ситком, безусловно, тривиализирует эти вещи. Это очень неприятно и даже оскорбительно».
Историк телевидения Мариан Калабро описала его как «возможно, самую безвкусную комедию ситуаций в мире». Профессор Дэвид Хоукс заметил, что у сериала была «тяжеловесная концепция», и шоу провалилось как комедия, потому что оно «катастрофически превысило» пределы иронии: в сюжете были безуспешные, но попытки Гитлера убить соседей-евреев.
Сценарист ситкома утверждал, что целью было не шокировать, а изучить умиротворение, окружавшее Гитлера в 1938 году, но при этом признавал, что сатира на это умиротворение была реализована не так хорошо, как он предполагал. Он почти сразу признал ошибку, заметив, что она стала ему очевидна, когда он попытался объяснить своему маленькому сыну, кто такой Гитлер, придя к выводу, что над ним смеяться нельзя: «Это то, чего хотят фашисты, чтобы запугивать людей, в то время как мы должны разоблачать и уничтожать их».
В то же время сериал рассматривается как пародия, но не на Гитлера, а на ситкомы США. Гитлер в ситкоме говорит с нью-йоркским акцентом:

На самом деле шоу было не более чем пародией — и не на Германию 1930-х годов, а на американские ситкомы 1960-х/1970-х годов, которые приняли бы любую идею, какой бы глупой она ни была. Название, банальный диалог, аплодисменты, когда кто-то появлялся на съемочной площадке, актёрская игра — все это было явными признаками пародии.— Марк Льюисон, специалист по британским комедиям, автор книги «Radio Times Guide to TV Comedy»